# Kozma Zoltán
Kozma Zoltán (Tápé, 1955. február 23. –) labdarúgó, hátvéd. A sportsajtóban Kozma III néven szerepelt.

## Pályafutása
1972 és 1986 között a SZEOL AK labdarúgója volt. Az élvonalban 1973. november 17-én mutatkozott be a Dorog ellen, ahol 0–0-s döntetlen született. Az élvonalban 215 mérkőzésen szerepelt és 16 gólt szerzett.
1986-ban a Tápé edzőjének nevezték ki. 1990-ben a Kiskundorozsma edzője lett.